# Frank Molinaro
Frank Aniello Molinaro (27 de diciembre de 1988) es un luchador estadounidense de lucha libre. Ganó dos medallas de en Campeonato Panamericano, de oro en 2016.  